# ハーツビルの戦い
ハーツビルの戦い（ハーツビルのたたかい、英:Battle of Hartsville）は、南北戦争の西部戦線における「ストーンズリバー方面作戦」の緒戦としてテネシー州北部で1862年12月7日に行われた戦闘である。
ストーンズリバー方面作戦は1862年11月初めに、北軍ウィリアム・ローズクランズ将軍がそのカンバーランド軍をテネシー州ナッシュビルからマーフリーズバラ方向に移動させた時に始まった。南軍のテネシー軍を率いるブラクストン・ブラッグ将軍はペリービルの戦いで敗北した後、そこへ後退していた。ブラッグはジョン・ハント・モーガン大佐にその騎兵隊を率いて北に動き、ローズクランズの通信線にそって行動し、ナッシュビル以北でローズクランズ軍の物資調達を妨害するよう命じた。ハーツビルは、ナッシュビルの東方約40マイル (60 km)、カンバーランド川の上流側、マーフリーズバラの北方にある渡渉点であった。ハーツビルでの戦いは、モーガンが北への襲撃の途中での出来事であり、ローズクランズがその歩兵隊主力を動かす前のことだった。
ハーツビルの渡渉点を守っていたのはカンバーランド軍第14軍団の第39旅団であり、第106と第108オハイオ歩兵連隊、第104イリノイ連隊および第2インディアナ騎兵連隊で構成されていた。この旅団はアブサロム・B・ムーア大佐が指揮していた。暗闇の中に紛れて、モーガンは1862年12月7日の早朝に川を渉った。その部隊は主にケンタッキー兵で構成される約1,400名であり、北軍旅団よりも約1,000名少なかった。ほかにその3倍の勢力がある北軍が9マイル (14 km)離れたカスタリアンスプリングスに宿営しており、大砲の音が聞こえるくらい近かったが、干渉するにはかなり離れたところだった。
モーガンの攻撃は北軍宿営地を急襲した。ある参戦者の証言では、南軍は青い制服を着て哨戒線を通過できたということであり、他の証言では文民の服を着て避難民を装っていたともいう。攻撃は午前6時45分に始まり、大砲による砲撃と歩兵の攻撃が同時に起こり、騎兵は側面と後方を襲った。ムーア隊の1部隊が1時間後に逃げ出し、これが混乱を生んで北軍を後退させることになった。午前8時半までに南軍は北軍を包囲し、ムーア大佐に降伏を決心させることになった。
モーガンは北軍に58名の損失を与え、南軍の損失は149名だったが、捕虜にした北軍兵1,844名と捕獲した装備や物資が山と積まれた荷馬車隊と共に戦場を離れた。西部戦線の南軍全体の指揮官であるジョセフ・ジョンストン将軍はこれを「輝かしい手柄」と呼び、モーガンを即座に准将に指名するよう推薦した。アメリカ連合国大統領ジェファーソン・デイヴィスがたまたまマーフリーズバラ近くにおり、モーガンが帰還したときに自ら昇進させた。
ハーツビルの戦闘は1862年12月から1863年1月に掛けてのネイサン・ベッドフォード・フォレストによる西テネシーへの襲撃、さらには1863年6月から7月に掛けての再度モーガンによるケンタッキー襲撃の前兆になった。ローズクランズは12月29日にマーフリーズバラに到着し、ストーンズリバーの戦いの準備をした。